# Azat-Châtenet
Azat-Châtenet là một xã thuộc tỉnh Creuse trong vùng Nouvelle-Aquitaine miền trung nước Pháp. Xã này nằm ở khu vực có độ cao trung bình 500 mét trên mực nước biển.

## Địa lý
Thị trấn nằm trong thung lũng sông Leyrenne, cự ly khoảng 10 dặm (16 km) về phía tây nam của Guéret tại giao lộ các tuyến đường D42 và tuyến đường D61.

## Dân số
| 1962                                                        | 1968 | 1975 | 1982 | 1990 | 1999 | 2007 |
| ----------------------------------------------------------- | ---- | ---- | ---- | ---- | ---- | ---- |
| 203                                                         | 210  | 188  | 168  | 133  | 133  | 139  |
| Số liệu điều tra dân số từ năm 1962 Dân số chỉ tính một lần |      |      |      |      |      |      |

## Địa điểm nổi bật
- Nhà thờ St.Julien, từ thế kỷ 14.